# Облітківська сільська рада
Облітківська сільська рада — колишня адміністративно-територіальна одиниця та орган місцевого самоврядування у Потіївському, Малинському і Радомишльському районах Малинської, Коростенської і Волинської округ, Київської й Житомирської областей Української РСР та України з адміністративним центром у с. Облітки.

## Населені пункти
Сільській раді були підпорядковані населені пункти:
- с. Облітки
- с. Вівче
- с. Дітинець
- с. Морогівка
- с. Стара Гребля

## Населення
Кількість населення сільської ради, станом на 1924 рік, становила 1 458 осіб.
Відповідно до результатів перепису населення СРСР, кількість населення ради, станом на 12 січня 1989 року, становила 755 осіб.
Станом на 5 грудня 2001 року, відповідно до перепису населення України, кількість мешканців сільської ради становила 685 осіб.

## Склад ради
Рада складалась з 12 депутатів та голови.

### Керівний склад сільської ради
| ПІБ                         | Основні відомості                                                         | Дата обрання | Дата звільнення |
| --------------------------- | ------------------------------------------------------------------------- | ------------ | --------------- |
| Харченко Віталій Васильович | Сільський голова, 1966 року народження, освіта, безпартійний              | 26.03.2006   | 31.10.2010      |
| Харченко Віталій Васильович | Сільський голова, 1966 року народження, освіта вища, член Партії регіонів | 31.10.2010   |                 |

Примітка: таблиця складена за даними джерела

## Історія
Створена 1923 року в складі с. Облітки та хутора Облітківський Облітківської волості Радомисльського повіту Волинської губернії. 16 січня 1923 року підпорядковано колонію Вовче та с. Шлямарка (згодом — Стара Гребля) ліквідованих Вовчанської та Шлямарської сільських рад Облітківської волості. У 1941 році кол. Вовче (згодом — Вівче) передано до складу Потіївської сільської ради Потіївського району Житомирської області.
Станом на 1 вересня 1946 року сільська рада входила до складу Потіївського району Житомирської області, на обліку в раді перебували села Облітки та Стара Гребля.
11 серпня 1954 року, відповідно до указу Президії Верховної ради Української РСР «Про укрупнення сільських рад по Житомирській області», до складу ради включено села Дитинець (Дітинець), Дорогунь та Морогівка ліквідованої Дитинецької сільської ради Потіївського району. 2 вересня 1954 року, відповідно до рішення Житомирського облвиконкому № 1087 «Про перечислення населених пунктів в межах районів Житомирської області», підпорядковано села Вівче та Прибуток Потіївської та Осичківської сільських рад Потіївського району. 5 березня 1959 року, відповідно до рішення Житомирського ОВК № 161 «Про ліквідацію та зміну адміністративно-територіального поділу окремих сільських рад області», села Дитинець і Морогівка передані до складу Меньківської сільської ради, Дорогунь та Прибуток — до складу Заньківської сільської ради Радомишльського району. 5 березня 1960 року, відповідно до рішення Житомирського облвиконкому № 218 «Про зміни в адміністративно-територіальному поділі сільських рад Радомишльського і Володарсько-Волинського р-н.», підпорядковано села Нова Буда та Новосілка ліквідованої Новобудської сільської ради Радомишльського району. 27 січня 1965 року, відповідно до рішення Житомирського ОВК № 39 «Про зміни в адміністративному підпорядкуванні деяких населених пунктів області», до складу ради передано села Буглаки та Будилівка Іванівської сільської ради Малинського району. 27 липня 1965 року, відповідно до рішення Житомирського облвиконкому № 444, адміністративний центр ради перенесено до с. Нова Буда з перейменуванням її на Новобудську. Відновлена 19 березня 1973 року, відповідно до рішення Житомирського ОВК № 116 «Про зміни в адміністративно-територіальному поділі Житомирського, Новоград-Волинського і Радомишльського районів», в складі сіл Вівче, Облітки і Стара Гребля Новобудської сільської ради та Дитинець і Морогівка Меньківської сільської ради Радомишльського району Житомирської області.
Знята з обліку 24 листопада 2015 року через об'єднання до складу Потіївської сільської територіальної громади Радомишльського району Житомирської області.
Входила до складу Потіївського (7.03.1923 р.), Радомишльського (21.01.1959 р., 4.01.1965 р., 19.03.1973 р.) та Малинського (30.12.1962 р.) районів.